# アフマド・カディロフ
アフマト・アブドゥルハミドヴィッチ・カディロフ（ロシア語: Ахма́т Абдулхами́дович Кады́ров、Akhmad Abdulkhamidovich Kadyrov、チェチェン語: КъадиргӀеран Ӏабдулхьамидан Ахьмад-Хьаьж。1951年8月23日 - 2004年5月9日）は、チェチェンの政治家、軍人、聖職者、イスラム教の高位聖職者。

## 概要
チェチェン地方のムフティー（法解釈者）を務め、イスラム教勢力を代表する存在であった。日本の報道では朝日新聞やCNNがカドイロフと表記している。
第一次紛争ではロシアとの戦いを「聖戦（ジハード）」とするファトワーを出すなど独立派の精神的指導者として行動した。戦後に成立したマスバトフ政権ではワッハーブ派を信仰するシャミル・バサエフ国防大臣ら強硬派を嫌って、彼らと対立する大統領を支持する。しかしマスバトフのバサエフ派切り崩しを狙ったワッハーブ派庇護に反対した為、カディロフは政権から追放される。
以後は第三勢力として両者と睨み合う関係にあったが、第二次紛争でマスバトフ・バザエフ双方を敵視したロシア軍の後ろ盾を得てチェチェン行政府長官に就任、反対勢力の掃討に成功する。こうした功績から新たに成立したロシア連邦加盟国としての「チェチェン共和国」の初代大統領に就任した。
2004年5月9日、対独戦勝記念式典参加中にチェチェン独立派によって暗殺。死後、ロシア政府より連邦英雄勲章が授与されている。

## 経歴

### 生い立ち

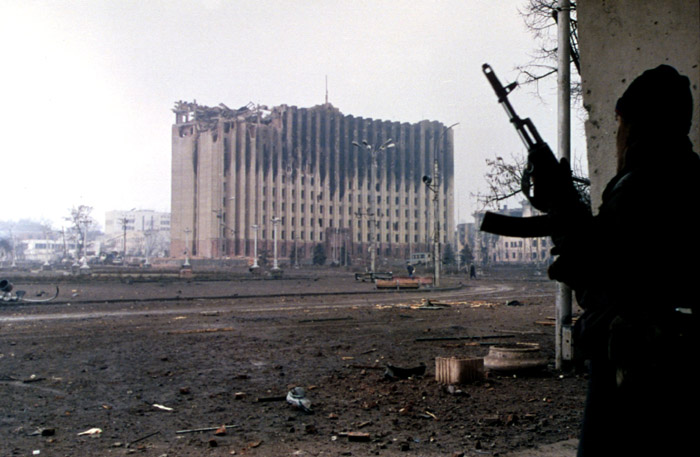
第一次チェチェン戦争

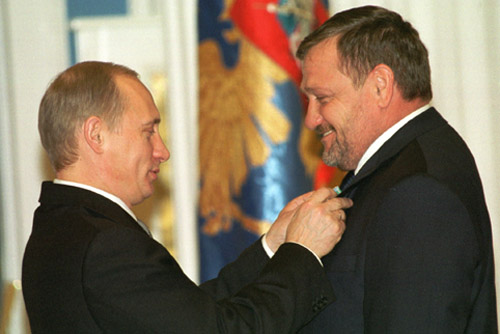
カディロフとプーチン

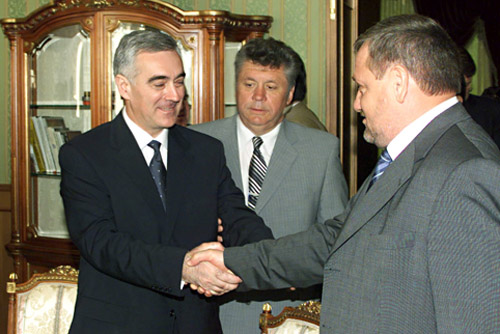
イングーシ共和国のムラト・ジャジコフ大統領と会談するカディロフ大統領

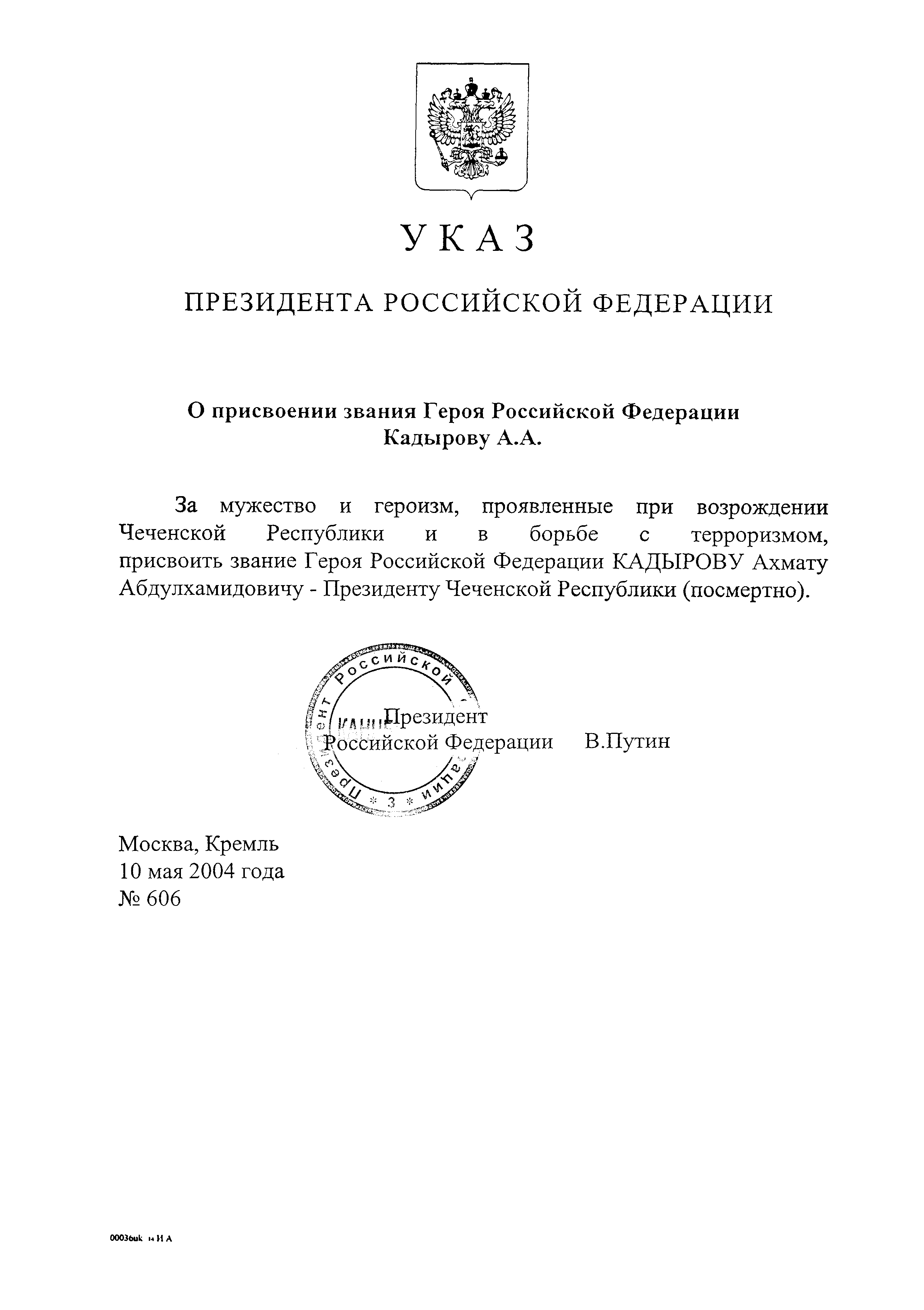
ロシア政府命令書
「アフマド・カディロフをロシア連邦英雄に加える」

ソ連のチェチェン人は、ヨシフ・スターリンソ連書記長の大粛清の一環として第二次世界大戦中に中央アジアへ強制移住を強いられていた。カディロフも一族が追放されていたカザフ・ソビエト社会主義共和国のカラガンダ市で在外チェチェン人として生まれ育った。スターリン死後に粛清の見直しが進められると、1957年にカディロフ一族もチェチェンのシャリン地区ツェントロイ村へ帰国を果たした。

### 法学者としてのキャリア
1968年、地元の高校を経て集団農場（ソフホーズ）での労働に2年間従事する。1971年、ロシア本土に移住してシベリアのインフラ開発に参加、1980年まで同地に滞在する。シベリアから戻ると聖職者としての道に進み、神学校を経てタシケント・イスラム大学で神学を修めてイスラム宗務者の称号を得る。1986年から1988年までグデルメスの副イマームを務め、1989年に故郷である北カフカース地方に最初のイスラム大学を開校、聖職者育成を進めた。
1990年、より研鑽を深めるべくヨルダンに向かい、シャリーア（イスラム法学）についての専門的な研究に従事するが、ソ連崩壊に伴い祖国からイスラム法の専門家として招致され、帰国を余儀なくされる。帰国したチェチェンでは連邦内の自治国家に満足しない独立派と、ロシアの庇護による国家形成を望む連邦派に分かれて対立が起こっていた。1991年、独立派がロシアとの対立を含みながらチェチェン・イチケリア共和国の樹立を宣言すると、ジョハル・ドゥダエフ大統領を支持して独立派に属し、共和国副マフティーとして宗教面から政権を支えた。

### 第一次チェチェン戦争
1994年、周辺地域の不安定化を恐れたロシア軍が連邦派を支援して参戦、第一次チェチェン紛争が勃発する。カディロフは「ロシア人はチェチェン人より遥かに多いが、なら1人のチェチェン人が150人のロシア人を道連れにすれば良いだけだ」と述べ、自ら政府側の武装組織を率いてロシア軍・連邦派勢力と激しい戦闘を繰り広げている。また内戦中の1995年にドゥダエフ大統領によって正マフティーに任命されると、ロシアとの戦いを正当とするファトワーを発して抗戦の意思を明確にした。
戦争が両者の停戦で一応の決着を見ると、新たに成立したアスラン・マスハドフ政権で引き続いて共和国ムフティーとして宗教問題を統括した。

### 国内対立
内戦終結後のチェチェンでは依然として連邦派と独立派の対立が尾を引いていたが、これに加えて独立派の間でも対立が生じつつあった。独立派の多くは愛国心から志願したチェチェン人兵士と、同じイスラム教徒を救おうと参陣したイスラム義勇兵（ムジャヒディン）から成り立っていた。しかしチェチェン人とイスラム義勇兵は同じイスラム教徒ではあったが、イスラム義勇兵の多くはワッハーブ派を信仰しており、チェチェン人の多数が信仰するスーフィズムとは折り合いが悪かった。チェチェン人のイスラム文化を代表するカディロフはイスラム義勇兵と結びつく独立派内の強硬派に危機感を抱くようになった。同じく復興の為にロシアとの対立解消を目指すマスハドフ大統領もジハードの完遂を主張する強硬派に手を焼いていた。
カディロフとマスハドフは手を結んで強硬派の切り崩しを進め、リーダー格であったシャミル・バサエフ司令官を国防大臣に迎えるなどの策を進めた。しかしバサエフが主張を曲げずに政権を離脱すると、マスハドフは強硬派の分断を狙ってワッハーブ派を庇護する姿勢を見せた。これに激怒したカディロフはマスハドフを批判したが、逆にマフティーから解任され政権から追放されてしまう。

### 第二次チェチェン戦争
1999年、バサエフらは隣国ダゲスタンへ義勇兵を率いて侵攻を開始（ダゲスタン戦争）、合わせてロシア政府への爆弾テロを引き起こした。これを停戦違反と判断したロシアのプーチン政権は二度目の介入を決断し、第二次チェチェン紛争が勃発する。ヴラジーミル・プーチン首相（当時）は前紛争の英雄の一人であり、マスハドフとバサエフの両者と敵対するカディロフの後ろ盾という形で戦争を進める事を望み、カディロフも自派の司令官らとロシア軍に協力した。自らの復権やワッハーブ派への攻撃が目的の一つにあるにせよ、復興に失敗したチェチェンの閉塞した状態への危機感もカディロフがロシアと手を結んだ一因であった事に疑いはない。
進撃するロシア軍が首都グロズヌイ占領に成功すると、2000年6月20日にプーチン首相はチェチェンを再び連邦内の自治共和国に戻した上でカディロフをその暫定政府大統領に任命した。2003年10月5日、独立派がボイコットする中で大統領選挙を開催したカディロフは80.84%の得票を得て当選し、10月19日に正式な大統領に就任した。カディロフは反対派の弾圧を行うなど強権的な方法で統治を断行しており、この選挙についても公正とは言い難い点が存在していた。また彼はロシアの支援による復興へと立場を変えており、反対派からは「モスクワからの影響」を指摘された。だが終わりのない紛争に嫌気が差した国民の中で、ロシア主導の和平と復興を提示するカディロフを支持する風潮があったのも事実である。
反対派への粛清や掃討作戦を強化する一方、カディロフは反対派兵士に対して投降すればその罪を許して治安組織などで職を与える「恩赦」を出し、治安回復に努めた。

### 暗殺
2004年5月9日、カディロフ大統領はグロズヌイの競技場で対独戦勝利を祝う戦勝記念式典に政府や軍の高官らと出席した。同日午前、競技場に設置されていた爆弾によって特等観覧席が吹き飛ばされ、アフマド・カディロフは即死した。同じ特等観覧席に座っていた二人の護衛兵士と共和国議会議長、ロイター通信の記者を初めとする30人以上の要人も死亡している。また致命傷は免れたものの、ロシア軍のヴァレリー・バラノフ大佐など56名が重傷を負い、突然の事態に競技場は大混乱に陥った。
爆破装置は競技場の修理の際に細工されていた物と断定された。爆発について政府側やロシア政府は“独立派によるテロ”と断定し、独立派側は“占領軍の特務機関が仕組んだ自作自演”と主張した。しかし後にチェチェン独立派の中でも強硬派指導者のシャミル・バサエフ司令官が犯行声明を発表した。5月10日、プーチン政権はカディロフへロシア連邦英雄の称号の授与を決めた。

### 権力継承
カディロフの死亡により首相のセルゲイ・アブラモフが大統領代行に就任、大統領警護隊長を務めていたカディロフの次男であるラムザン・カディロフが第一副首相に任命された。
ラムザン・カディロフ副首相は父の威光とロシア政府の支援を背景に第3代大統領へと就任、父親を神格化して個人崇拝色を強めつつある。

## 家族
- 長男：ゼリムザン・カディロフ（軍司令官、病死）
- 次男：ラムザン・カディロフ[1]（大統領警護隊長、第3代大統領（職位名は2010年に首長と変更））